# Emilio Palma

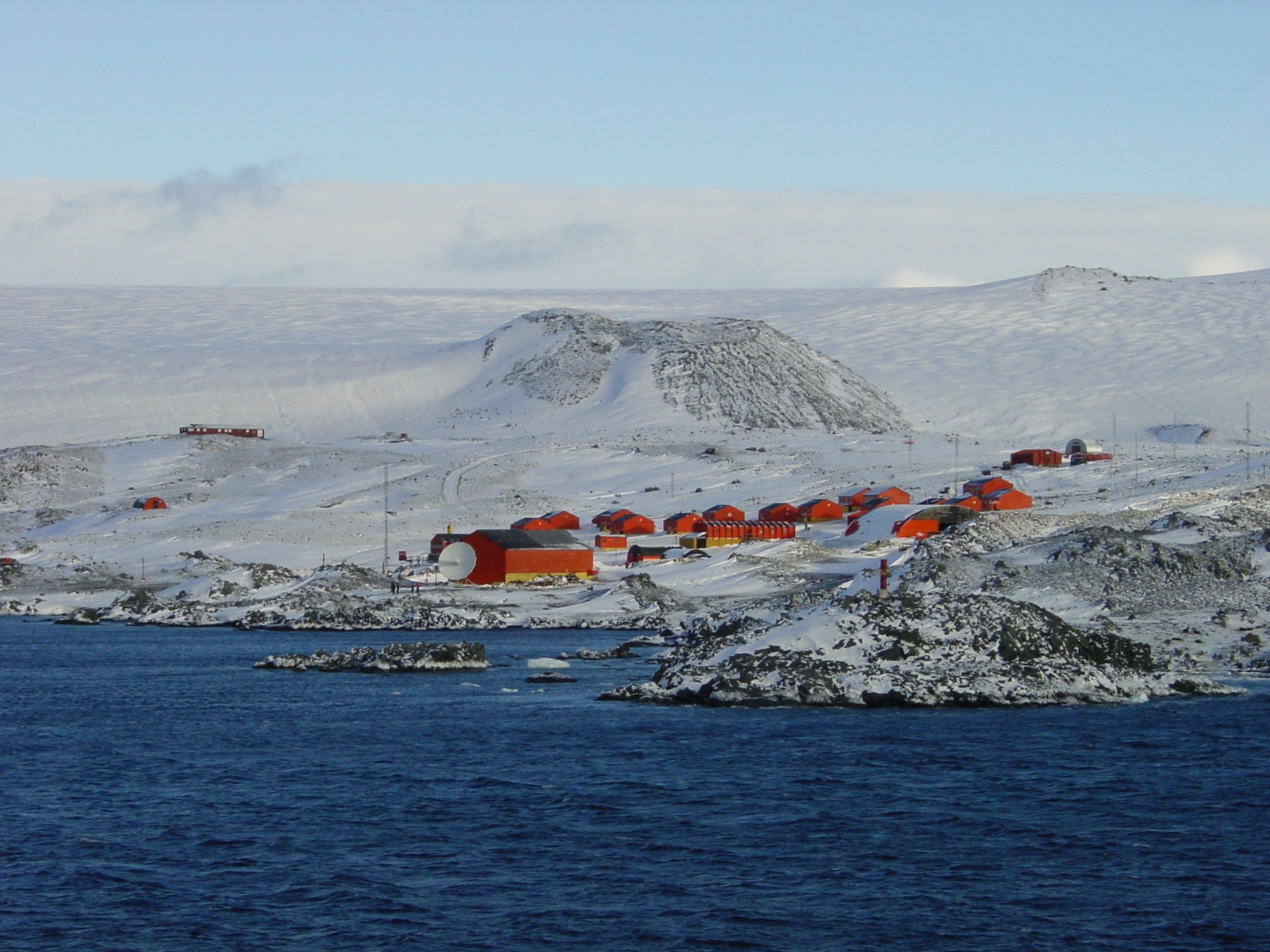
Esperanza-Station, Geburtsort von Emilio Palma

Emilio Marcos Palma (* 7. Januar 1978 in der Esperanza-Station, Antarktische Halbinsel) ist der erste Mensch, der auf dem antarktischen Festland geboren wurde. Damit wurde er weiter südlich geboren als jede andere bis dahin bekannte menschliche Person, namentlich auch weiter südlich als die auf Südgeorgien geborene Solveig Gunbjørg Jacobsen (1913–1996).
Seine Eltern, der damals 31-jährige argentinische Heereshauptmann Jorge Emilio Palma und seine gleichaltrige Frau Silvia Morello de Palma, kamen Mitte November 1977 mit der jährlichen Ablösemannschaft auf den Stützpunkt. Mit dieser Ablöse kamen auch erstmals ganze Familien in die Station, darunter sieben Kinder im schulpflichtigen Alter. Emilio Marcos wurde im Fortín Sargento Cabral auf dem Gelände der Esperanza-Station in der Bahía Esperanza nahe der Nordspitze der Antarktischen Halbinsel geboren. Als Geburtshelfer waren der Stützpunktarzt und der Chefarzt der gynäkologischen Abteilung des Militärhospitals von Buenos Aires anwesend. Palma ist der einzige Mensch, von dem bekannt ist, dass er als Erster auf einem Kontinent geboren wurde, und er wurde als solcher ins Guinness-Buch der Rekorde aufgenommen.
Das argentinische Personenstandsregister Esperanza verzeichnet neben Emilio Palma sieben weitere zwischen 1978 und 1983 auf der Station geborene Personen, drei Frauen und vier Männer.
Weil Emilio Palmas Eltern argentinische Staatsbürger sind und er in einer argentinischen Station auf dem von Argentinien beanspruchten Antarktisterritorium geboren wurde, erhielt er mit der Geburt die argentinische Staatsbürgerschaft. Die Antarktische Halbinsel gehört zum auch chilenisch und britisch beanspruchten Gebiet der Antarktis. Da die britische Nationalität vor 1983 durch Geburt auf britischem Territorium erworben wurde, könnte Palma auch die britische Staatsbürgerschaft in Anspruch nehmen. Auch in Chile ist die Geburt im Inland der maßgebliche Anknüpfungspunkt für den Erwerb der Staatsangehörigkeit, ausgenommen sind allerdings Kinder durchreisender Ausländer.